# Fédération textile habillement cuir blanchisserie CGT
La Fédération textile habillement cuir blanchisserie de la CGT (THCB CGT) est la fédération professionnelle des travailleurs des secteurs du textile, de l'habillement, du cuir et de la blanchisserie affiliée à la Confédération générale du travail. Elle est au niveau européen affiliée à la Fédération européenne du textile, de l’habillement et du cuir.

## Historique
La Fédération nationale ouvrière de l'industrie textile se constitue lors d'un congrès qui s'est tenu en novembre 1891, à la suite d'une convocation faite quelques mois plus tôt par les syndicats de tissage de Lyon et de sa région. Cette fédération est alors constituée des syndicats du textile de Lille, Roubaix et Fourmies en plus des syndicats lyonnais. En 1902, le siège de la fédération est transféré à Lille et l'année suivante, le congrès décide de la publication d'un bulletin fédéral qui paraît à partir du 1er novembre 1903 : Le Travailleur du Textile,.
Au contraire du textile, la Fédération nationale des cuirs et peaux eu une existence plus agitée et fut refondée à plusieurs reprises au XIXe avant de l'être définitivement en 1893 lors de son congrès de Paris,.
La Fédération de l'habillement est créée en 1892, à l'initiative des tailleurs et coupeurs d'habits de Nîmes. Son premier congrès a lieu l'année suivante. Au moment du Front populaire cette fédération fusionne avec la Fédération de la Chapellerie, une des plus anciennes fédérations syndicales. Créée en 1879, cette Fédération était issue d'une société de secours mutualistes des ouvriers chapeliers de Paris fondée en 1820.
Face à la baisse du nombre de travailleurs dans les secteurs du textile et de l'habillement, une union interfédérale se met en place le 24 novembre 1971 entre la fédération du textile, celle de l'habillement et celle des cuirs et peaux, et les trois fédérations fusionnent en 1985 pour former l'actuelle Fédération textile habillement cuir (THC).
La branche blanchisserie est créée à l'occasion du 10e congrès des 3 au 6 juin 2014 et le nom de la fédération est légèrement modifié.

## Personnalités de la fédération

### Ancienne Fédération des Cuirs et peaux
- Victor Griffuelhes, secrétaire général de la CGT de 1901 à 1909, est membre de la fédération des Cuirs et Peaux
- Henri Dret, secrétaire de la fédération dans les années 1905-1934[6], amputé d'un bras à la suite de la grève de Draveil-Villeneuve-Saint-Georges de 1908.
- Charles Michels, secrétaire de la Fédération des Cuirs et Peaux dans les années 1930, fusillé par les nazis à Châteaubriant le 22 octobre 1941[7].
- Fernand Maurice, secrétaire général de la Fédération des Cuirs et Peaux de 1948 à 1961[8], membre du Conseil économique et social (1947-1951).
- Robert Habert, secrétaire général de la Fédération des Cuirs et Peaux dans les années 1960-1970[9].

### Ancienne Fédération du Textile
- Victor Renard (1864-1914), secrétaire de la Fédération du Textile. Il soutient en 1906, lors du 9e congrès de la CGT, une motion opposée à celle de la Charte d'Amiens[10].
- Albert Inghels, secrétaire de la fédération du Textile en 1913[11], élu député socialiste du Nord en 1914, maire de Tourcoing.
- Victor Vandeputte, secrétaire de la Fédération du Textile de 1914 à 1937[12].
- Alice Brisset, une des animatrices de la grève des « midinettes » en 1916-1917.
- Alexandre Delobelle, secrétaire général de la Fédération du Textile de 1936 à 1939[13].
- Jules Vercruysse, secrétaire de la Fédération du Textile, fusillé par les nazis à Châteaubriant le 22 octobre 1941[7].
- Édouard Aubert, secrétaire général de la Fédération du Textile de 1945 à 1971[14].

### Ancienne Fédération de l'Habillement
- Jeanne Bouvier, syndicaliste et féministe, était membre de la Fédération CGT de l'Habillement[15].
- Georgette Bodineau, secrétaire générale de 1945 à 1948[16].
- Daniel Anker, secrétaire général de 1948 à 1952[17].
- Gisèle Joannès, secrétaire générale de la Fédération de l'Habillement de 1952 à 1976.

### Ancienne Fédération de la Chapellerie
- Victor Dejeante (1850-1927), fondateur de la fédération générale de la Chapellerie[18], député de Paris à partir de 1893.
- Pierre Milan, secrétaire de la Fédération de la Chapellerie (1920-1944)[19]. Il fut un des représentants de la CGT lors de la négociation des Accords Matignon de 1936.

### Fédération textile habillement cuir
- Christian Larose, secrétaire général dans les années 1981-2003[20],[21], membre du Conseil économique, social et environnemental (1999-2010).
- Maurad Rabhi, secrétaire général dans les années 2003-2023, ancien membre du bureau confédéral de la CGT (2003-2009).
- Hassen Nassi, secrétaire général depuis novembre 2023[source secondaire souhaitée].